# 高木裕 (ピアノ調律師)
高木 裕（たかぎ ゆう、1952年 - ）は、日本のピアノ・プロデューサー、ピアノ技術者である。タカギクラヴィア株式会社代表取締役社長。

## 著書
単著
- 調律師、至高の音をつくる 知られざるピアノの世界（2010年11月、朝日新書）
- 今のピアノでショパンは弾けない（2013年6月、日経BPM）
- ホロヴィッツ・ピアノの秘密（2019年5月、音楽之友社）[1]

共著
- スタインウェイ戦争 誰が日本のピアノ音楽界をだめにしたのか（2004年8月、洋泉社） - 大山真人との共著